# Le Tartre-Gaudran
Le Tatre-Gaudran ist eine Gemeinde im französischen Département Yvelines in der Region Île-de-France. Sie gehört zum Kanton Bonnières-sur-Seine (bis 2015: Kanton Houdan) und zum  Arrondissement Mantes-la-Jolie. 

## Geographie
Sie grenzt im Norden an Grandchamp, im Nordosten an La Hauteville, im Südosten an La Boissière-École, im Süden an Faverolles und im Westen an Les Pinthières.

## Bevölkerungsentwicklung
| Jahr      | 1962 | 1968 | 1975 | 1982 | 1990 | 1999 | 2008 | 2013 |
| --------- | ---- | ---- | ---- | ---- | ---- | ---- | ---- | ---- |
| Einwohner | 23   | 14   | 18   | 18   | 27   | 29   | 32   | 32   |

## Sehenswürdigkeiten

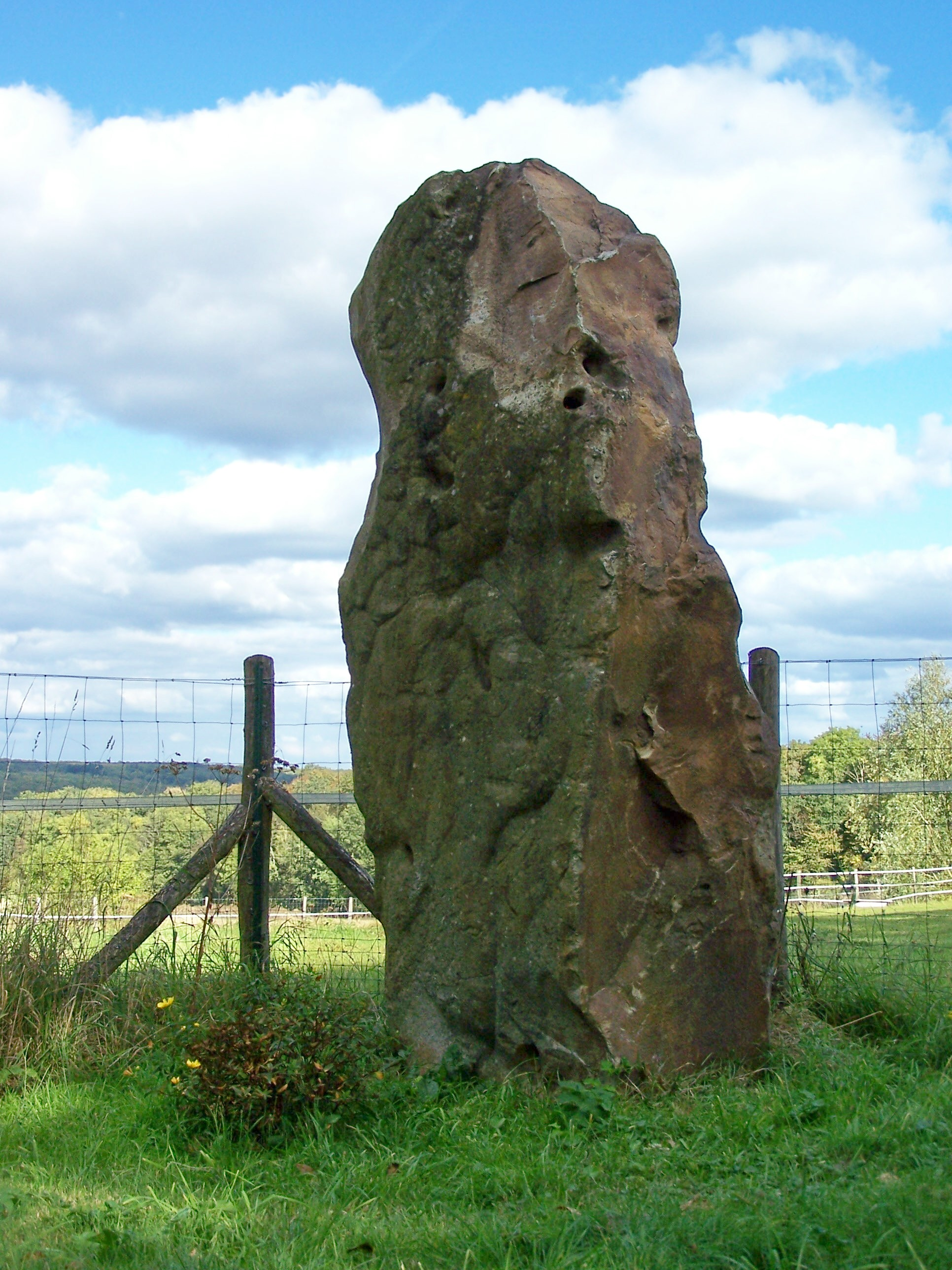
Menhir von Le Tartre-Gaudran

- Menhir
- Oratorium